# Sadova Nouă, Caraș-Severin
Sadova Nouă este un sat în comuna Slatina-Timiș din județul Caraș-Severin, Banat, România.

## Legături externe

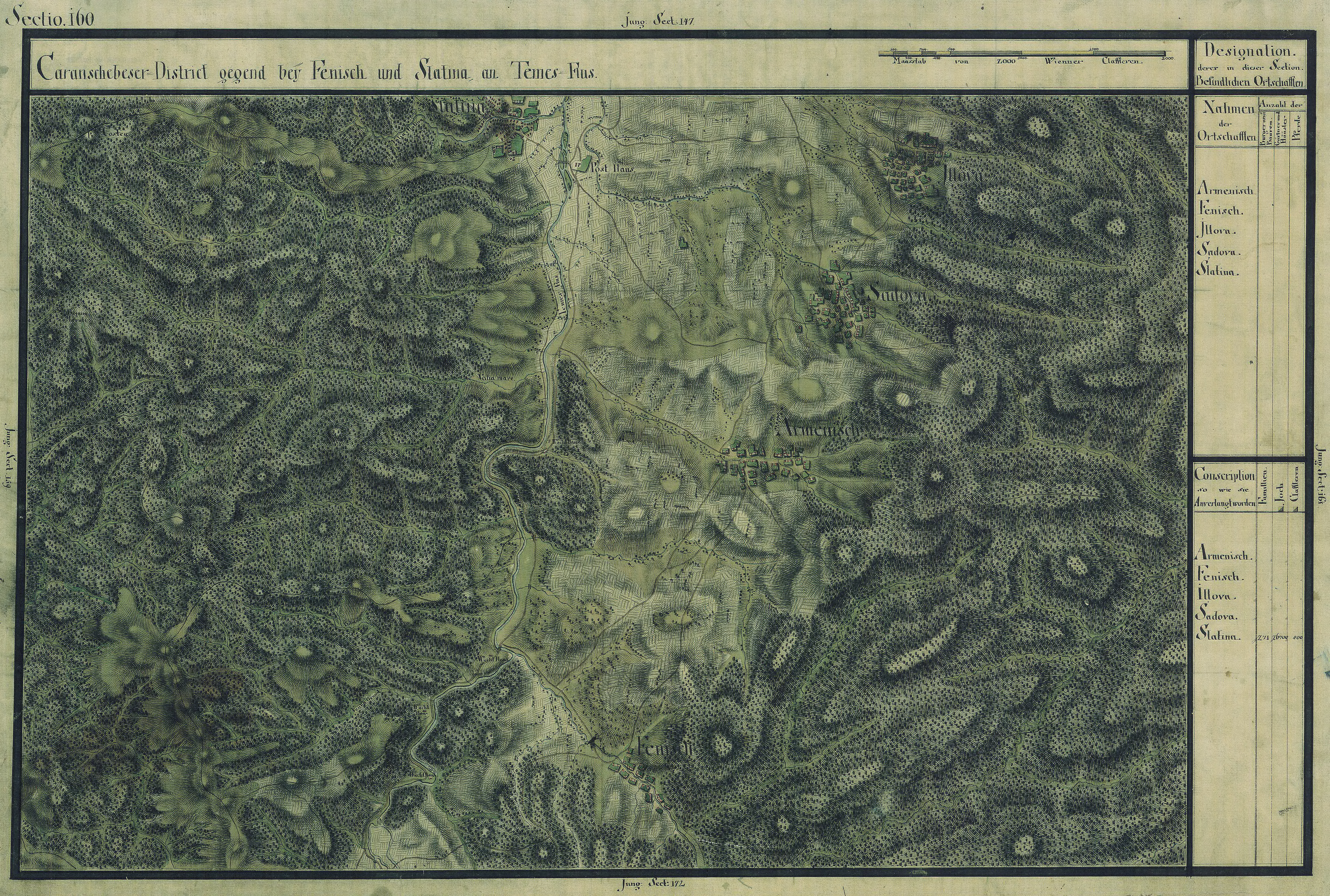
Sadova Nouă în Harta Iosefină a Banatului, 1769-72